# Kining'inila
Kining'inila (auch Kining'ila) ist ein Verwaltungsbezirk (englisch Ward) des Distrikts Igunga in der tansanischen Region Tabora.

## Geografie
Kining'inila ist ein ländlicher Bezirk im westlichen Teil des zentralen Hochlands von Tansania, etwa 25 Kilometer Luftlinie nördlich der Distrikthauptstadt Igunga an der Grenze zu Shinyanga.  Diese Grenze im Norden bildet der Fluss Manonga. Bei der Volkszählung 2022 lebten 12.138 Menschen in 1414 Haushalten auf einer Fläche von 203 Quadratkilometern.

Der Bezirk grenzt im Norden an die Region Shinyanga und sonst an vier Bezirke des Distrikts Igunga:
| Igurubi     | Shinyanga                                   |             |
| Mwamashimba | Kompassrose, die auf Nachbargemeinden zeigt | Isakamaliwa |
|             | Mbutu                                       |             |

## Gliederung
Der Bezirk besteht aus drei Gemeinden (swahili Mtaa) mit 24 Orten (Kitongoji):
| Kining'inila - Mwamapange Kusini - Idumayani - Chibiso - Luyeye Madukani - Masanga Magharibi - Mwasambo - Ishemadilu - Masanga Mashariki - Mwampange Kaskazini - Luyeye Shuleni | Iyogelo - Wimate - Mwabalimi - Mwamanota - Manonga - Ilambabuki - Mwabagila - Migunga | Mwanyagula - Madukani A - Madukani B - Witende A - Witende B - Kilimanhinde - Mwamabeshi - Wimate |

## Infrastruktur
- Bildung: Die Kining'inila Secondary School ist eine staatliche weiterführende Schule, die Tagesschüler bis zur 4. Stufe ausbildet.[7]
- Gesundheit: Im Bezirk liegt eine öffentliche Apotheke.[8]